# Ulea welwitschii
Ulea welwitschii là một loài rêu trong họ Rhachitheciaceae. Loài này được (Duby) Broth. mô tả khoa học đầu tiên năm 1906.